# Musica per tenere calmi i criaturi in macchina
Musica per tenere calmi i criaturi in macchina è il nono album del cantautore italiano Tony Tammaro, pubblicato nel 2025 dall'etichetta Massimo Rispetto.

## Tracce
1. Babbie' - 2:39 (Tony Tammaro)
2. Pariamento - 2:57 (Tony Tammaro - F.S.Sarnelli)
3. Giuda vs. Hitler - 2:53 (Tony Tammaro)
4. Mio cugino - 4:00 (Tony Tammaro)
5. Il pianto del DJ - 3:53 (Tony Tammaro)
6. Parolacce napoletane - 1:39 (Tony Tammaro)
7. 'O trattore - 3:03 (Tony Tammaro)
8. Portici - 3:35 (Tony Tammaro)
9. Samba du cellular perdutu - 4:09 (Tony Tammaro)
10. La lavatrice - 2:59 (Tony Tammaro)
11. Tengo una varca a Salierno - 3:52 (Tony Tammaro)
12. Igor lo schiaffiere - 1:39 (Tony Tammaro)

## Musicisti
- Tony Tammaro - Voce